# Anna Guarini
Anna Guarini, née à Ferrare en 1563, morte à Copparo 3 mai 1598, est une soprano et luthiste italienne. Musicienne à la cour du duché de Ferrare, elle meurt assassinée par son mari.

## Biographie

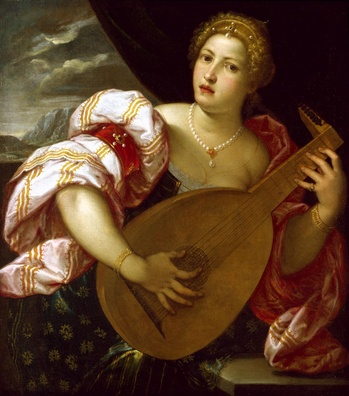
Jeune fille jouant du luth, tableau de Parrasio Micheli, v.1570.

Fille de Giovanni Battista Guarini et de Taddea Bendidio, noble de Ferrare, Anna Guarini grandit dans une famille aisée et cultivée. Son père est poète et diplomate au service du duché de Ferrare et ses tantes maternelles, Lucrezia et Isabella Bendidio, sont cantatrices à la cour. Anna Guarini étudie le chant avec Luzzasco Luzzaschi, maître de chapelle de la cathédrale de Ferrare  et organiste à la cour du duc Alphonse II d'Este, et le  luth avec Ippolito Fiorini, maître de chapelle à la cour.
À l'âge de dix-sept ans, en raison de ses talents artistiques connus, elle est appelée le 1er décembre 1580 à la cour d'Alphonse II d'Este, en tant que demoiselle d'honneur de la toute jeune duchesse Marguerite de Mantoue, troisième et dernière épouse d'Alphonse II d'Este. Elle fait partie de l’ensemble musical féminin connu sous le nom de concerto delle donne, créé par le duc pour son épouse. Les musiciennes virtuoses chantent en s’accompagnant d’un instrument. Laura Peverara, également danseuse, s’accompagne à la harpe et Livia d’Arco à la viole de gambe. Elles sont conseillées et guidées par Luzzasco Luzzaschi et Tarquinia Molza. Les concerts donnés par l'ensemble étaient réservés à un groupe restreint d'intimes de la cour.
En 1585, Anna Guarini épouse le comte Ercole Trotti, dans un mariage arrangé par le duc Alphonse.

## Mort violente
Des rumeurs circulent sur une liaison d'Anna Guarini avec le comte Ercole Bevilacqua, commandant des chevaliers ducaux et époux de Bradamante d'Este, fille naturelle de Francesco d'Este. Le duc Alphonse II d'Este exile Ercole Bevilacqua de Ferrare parce qu'il a ourdi un complot pour empoisonner sa femme Bradamante et le comte Ercole Trotti, afin de pouvoir épouser la femme de ce dernier, et fait promettre à Ercole Trotti de renoncer à toute vengeance.
Après la mort d'Alphonse II, le 27 octobre 1597, et la dévolution consécutive de Ferrare aux États pontificaux, Ercole Trotti se considère libéré de tout engagement avec la famille d'Este.
En avril 1598, Anna et Ercole Trotti se trouvent dans une des résidences de la famille d'Este, Delizia di Zenzalino à Copparo. Le 3 mai 1598, avec l'aide de Girolamo Guarini, le frère d'Anna, et un tueur à gages, Ercole Trotti surprend sa femme dans sa chambre et la tue de trois coups de hache et d'une taillade au rasoir. Il s'enfuit avec son complice dans les terres de république de Venise. Une enquête est lancée et Ercole Trotti est condamné par contumace. Il est plus tard pardonné par César d'Este et ses biens lui sont restitués. 
Anna est enterrée dans l'église de Santa Caterina Vegri au Monastère Corpus Domini de Ferrare. L'épigraphe en latin qui figure sur sa tombe a été rédigée par son père.